# Elimäki

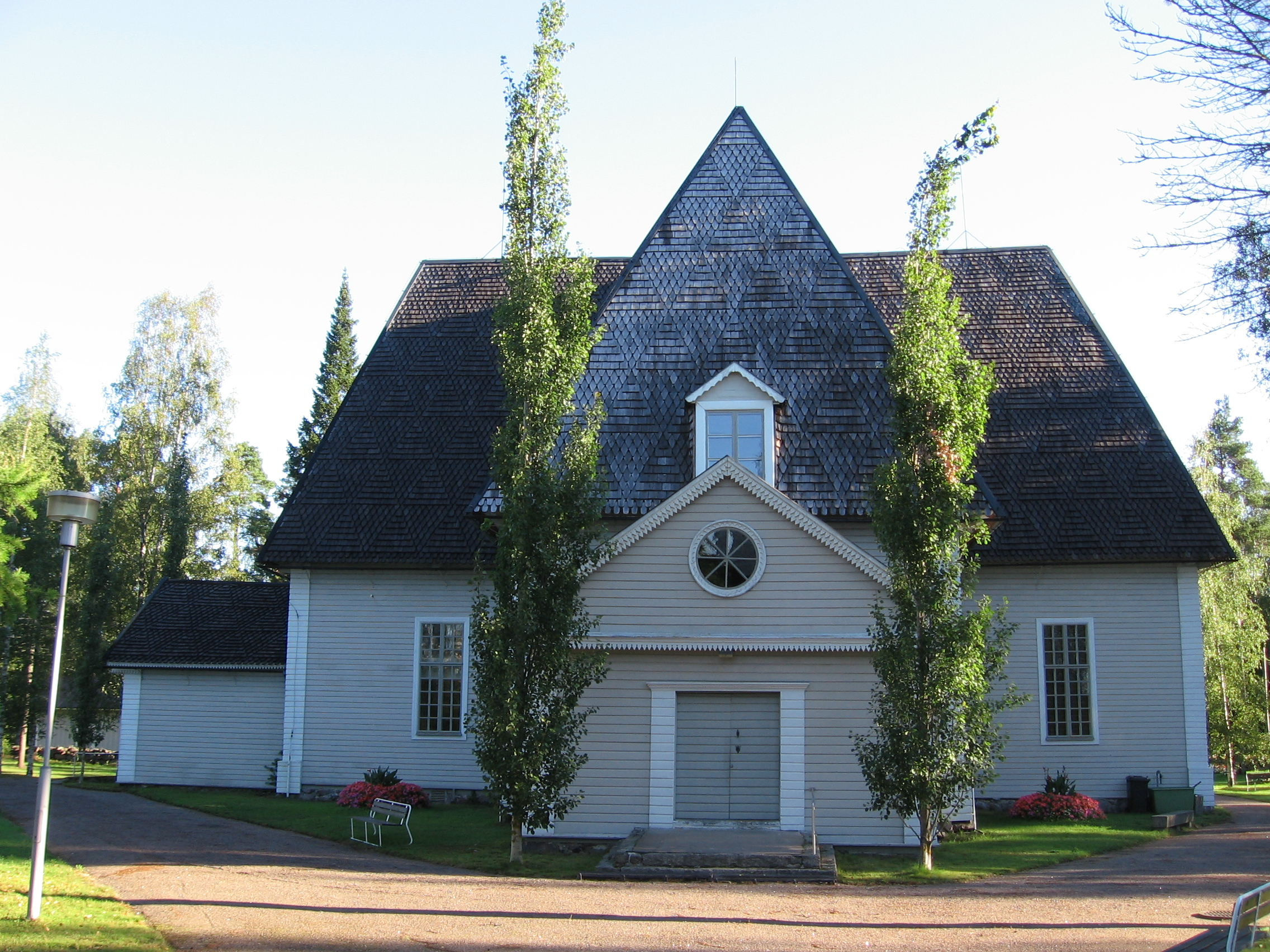
Kościół w Elimäki

Elimäki (szw. Elimä) – dawna gmina w prowincji Finlandia Południowa w Finlandii. Jej populacja wynosiła 8199 mieszkańców, a powierzchnia 391,74 km².
W 2009 roku 6 gmin – Kouvola, Kuusankoski, Elimäki, Anjalankoski, Valkeala i Jaala – połączyło się w jedną, tworząc obecną Kouvolę, mającą ponad 88 tys. mieszkańców.